# Дома 1084 км
Дома 1084 км (рос. Дома 1084 км) — починок в Малопургинському районі Удмуртії, Росія.

## Населення
Населення — 9 осіб (2010; 31 в 2002).
Національний склад станом на 2002 рік:
- удмурти — 94 %